# Crucifix de Saint-Damien
Le crucifix de Saint-Damien est une croix peinte de la chapelle Saint-Damien d'Assise (Italie) devant laquelle saint François d'Assise se sentit interpellé par le Christ lui-même, lui demandant de « rebâtir sa maison en ruines ». Œuvre d'un artiste ombrien inconnu du XIIe siècle, elle est tenue en grande vénération par les sœurs clarisses qui le protègent durant sept siècles. Il se trouve aujourd'hui dans la basilique Sainte-Claire d'Assise. 

## Historique

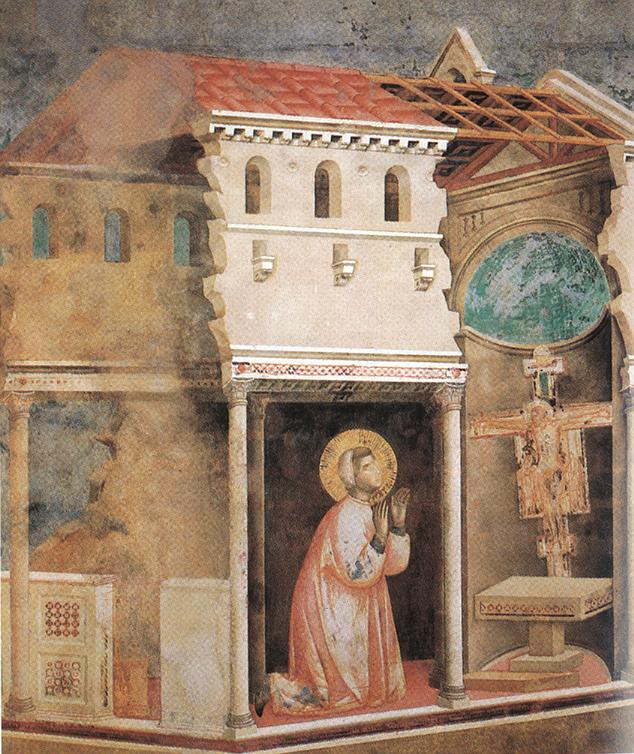
Le crucifix parle à saint François, fresque de la basilique d'Assise par Giotto.

Selon Thomas de Celano (Vita Prima), c'est ce crucifix qui aurait parlé à François d'Assise (2 C 10) et qui lui aurait dit : « Va et répare ma maison qui, tu le vois, tombe en ruine! »
En 1257, quand les Clarisses quittent San Damiano pour San Giorgio, elles emportent avec elles le crucifix, qu'elles gardent soigneusement pendant 700 ans. Durant la Semaine Sainte de 1957, il est exposé pour la première fois au-dessus du nouvel autel dans la chapelle San Giorgio, dans la basilique Sainte-Claire d'Assise où il est désormais. 

## Thème
Le crucifix est un objet de piété, mais aussi un support de l'iconographie de la peinture chrétienne dont le support rappelle géométriquement la croix du crucifiement  du Christ dans la scène dite de la Crucifixion (terme qui ne s'applique qu'à lui). Dans le modèle du crucifix  peint, des scènes annexes (tabelloni) peuvent se rajouter aux extrémités de la croix ou derrière la scène principale. Elles comportent des représentations de personnages saints, apôtres, prophètes, anges...

## Style
Le dessin témoigne d'une forte influence syrienne. Or la présence de moines syriens est attestée à cette époque, dans la région d'Assise. Cela laisse à penser que l'un d'entre eux est l'auteur de cette œuvre d'art.
Malgré tout, la peinture byzantine est en vigueur en Europe et particulièrement en Italie à cette époque, et on retrouve ses principes picturaux dans cette œuvre : fond doré, pose irréelle, taille démesurée du personnage principal par rapport aux autres présents dans la scène, absence de perspective.
Il obéit aux conventions stylistiques du Christus triumphans (dit du « Christ vivant »). Le Christ sur la Croix ne montre pas de détresse. Il semble presque debout et communiquer avec les bras ouverts, un message d'espoir.

## Composition

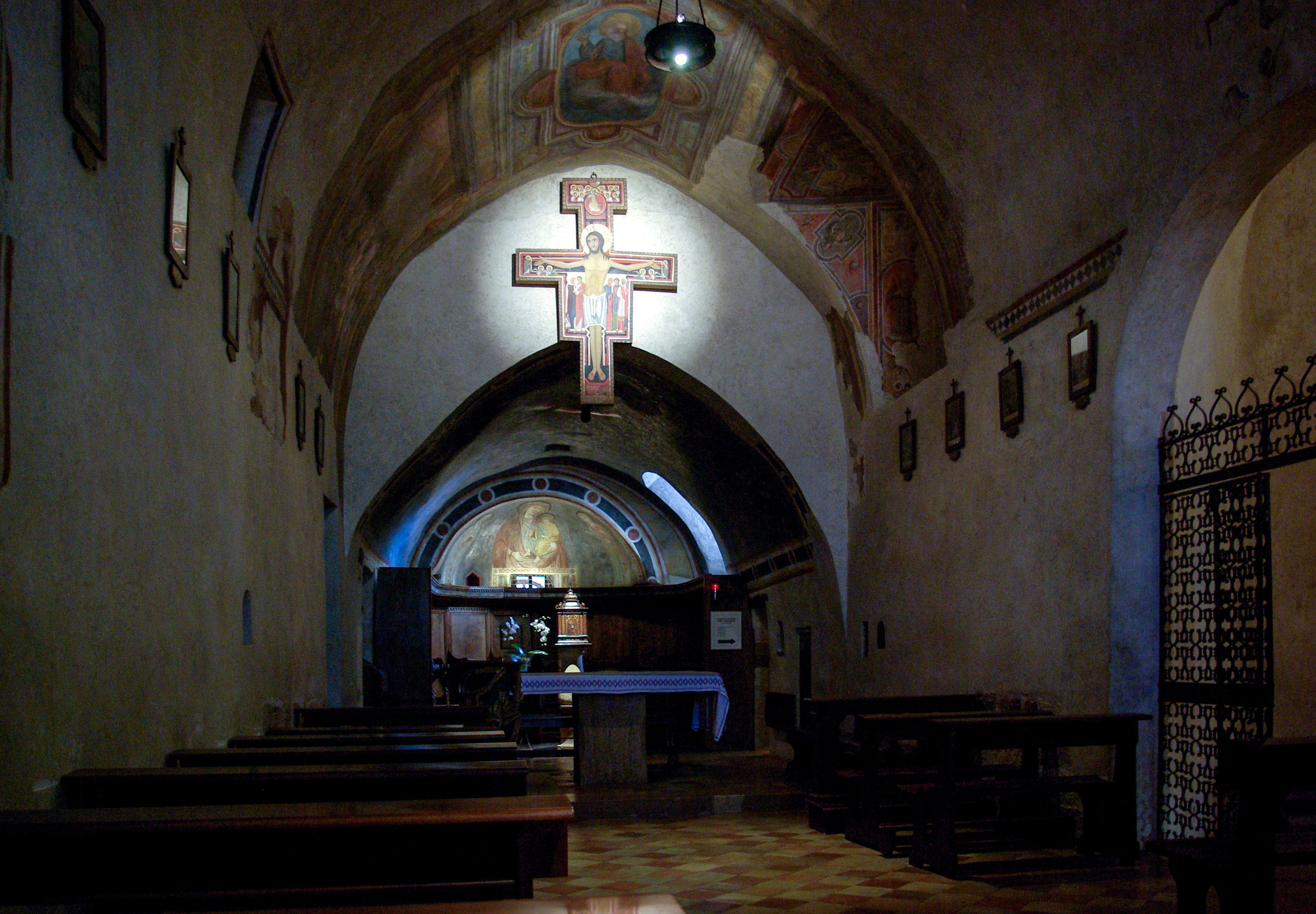
Copie en situation d'origine dans la chapelle Saint-Damien.

Le crucifix est peint sur une plaque de noyer, sur laquelle est collé du tissu. Il fait environ 190 × 120 × 12 cm. Il est probable qu'il a été destiné à être accroché au-dessus de l'autel de la chapelle Saint-Damien, à Assise. 
Les scènes qui accompagnent et entourent le Christ agrémentent tout le pourtour de la croix : 
- en haut : l'Ascension du Christ entouré des apôtres surmonté de la main de Dieu le père.
- dans le panneau central de la croix, juxtaposés aux flancs du Christ : 
  - de grands personnages : à gauche Marie et Jean, à droite Marie-Madeleine, Marie (mère de Jacques) et le centurion dont le Christ a guéri un serviteur,
  - des personnages plus petits plus bas : les soldats témoins de la crucifixion : Longin et Stéphaton le soldat ayant donné de l'eau vinaigrée au Christ
- sous les mains du Christ : les anges récoltant son sang,
- au pied de la croix : les saints patrons de l'Ombrie : San Giovanni apostolo, San Michele, San Rufino, San Giovanni il Battista, San Pietro et San Paolo.

## Reproductions

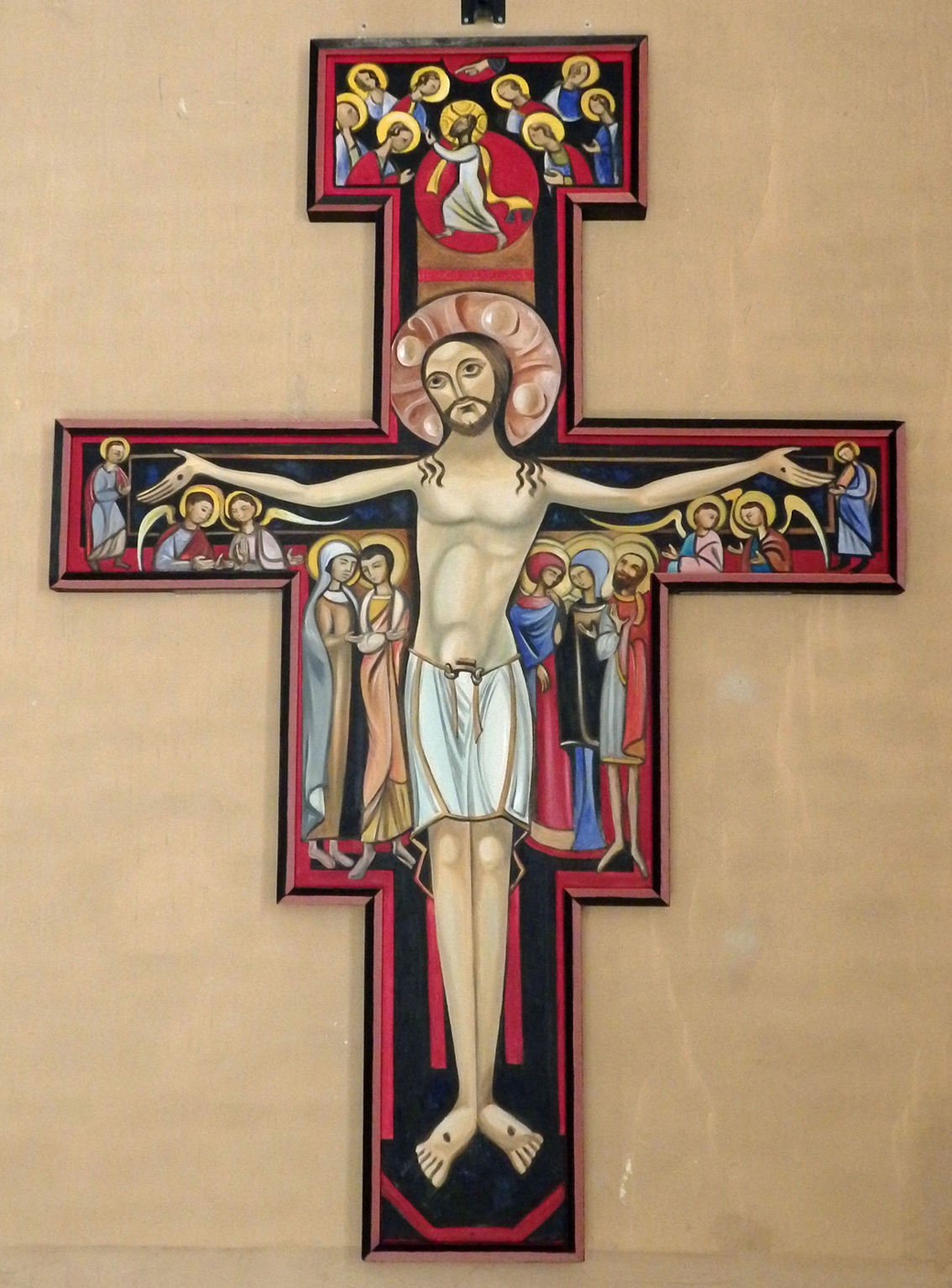
Le Christ de Saint-Damien, œuvre de l'artiste Michel Bouillot visible en l'église Saint-Denis de Lugny (vers 1950).

Le crucifix de Saint-Damien a inspiré de nombreux artistes.
Parmi eux figure l'artiste Michel Bouillot (1929-2007), qui réalisa vers 1950 son Christ de Saint-Damien, gouache sur bois visible dans le collatéral sud de l'église Saint-Denis de Lugny (Saône-et-Loire).